# گینگ دینگ

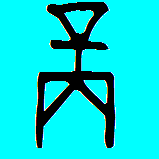
نشان دودمان شانگ

گینگ دینگ یا کانگ دینگ(چینی:康丁) بر اساس سنن و روایات، شاهی بود از شاهان دودمان شانگ در چین. نام اصلی او شیائو(چینی:嚣) او در سال جیاوو(甲午) در تختگاه این(殷) تاجگذاری کرد.